# Polska Hokej Liga
Polska Hokej Liga – od sezonu 2013/14 najwyższa w hierarchii klasa męskich ligowych rozgrywek hokeja na lodzie w Polsce, będąca jednocześnie najwyższym szczeblem centralnym (I poziomem ligowym). Zmagania w jej ramach toczą się cyklicznie (co sezon), systemem kołowym z fazą play-off na zakończenie każdego z sezonów i przeznaczone są dla najlepszych polskich drużyn klubowych (wyłącznie profesjonalnych). Ich triumfator zostaje mistrzem Polski, zaś najsłabsze zespoły relegowane są do I ligi polskiej. Czołowe drużyny klasyfikacji końcowej każdego sezonu uzyskują prawo występów w europejskich pucharach w sezonie następnym (Lidze Mistrzów oraz Pucharze Kontynentalnym). Organizatorem i organem prowadzącym rozgrywki jest Polska Hokej Liga Sp. z o.o. Do sezonu 2012/13 włącznie najwyższa klasa rozgrywkowa w Polsce funkcjonowała pod nazwą Polska Liga Hokejowa (PLH), zaś wcześniej jako I liga.

## Spółka
26 kwietnia 2013 Polski Związek Hokeja na Lodzie (PZHL) powołał spółkę z ograniczoną odpowiedzialnością, której celem jest organizacja i zarządzanie ligowymi rozgrywkami najwyższego szczebla w Polsce (tym samym stały się one ligą zawodową). Jedynym udziałowcem spółki został PZHL. Siedziba spółki mieści się w Katowicach. Obowiązki pierwszego prezesa (jednoosobowego zarządu spółki) powierzono Mariuszowi Wołoszowi. 9 grudnia 2013 na tym stanowisku zastąpił go Janusz Wierzbowski, zaś od 22 marca 2018 funkcję tę pełni Mirosław Minkina. 1 grudnia 2020 prezesem PHL została Marta Zawadzka, pełniąca równolegle funkcję Komisarza PHL.

## Formuła
8 maja 2013 zarząd spółki PHL zawarł umowę z PZHL, na mocy której – od sezonu 2013/14 – spółka podjęła zarządzanie profesjonalną ligą hokeja na lodzie w Polsce. W wydanym komunikacie wstępnie poinformowano o zasadach dotyczących rozgrywek w nowym sezonie. Wśród nich wymieniono udział 8 drużyn, możliwość wykupienia uczestnictwa w lidze przez inny klub za pomocą tzw. dzikiej karty, wyłączenie degradacji z PHL i dopuszczalny awans z I ligi przez najbliższe dwa sezony, ustalenie nowego limitu gry sześciu obcokrajowców w każdym zespole i nieograniczonej liczby zawodników nie posiadających polskiego obywatelstwa, ale poświadczających pochodzenie polskie, konieczność występu w każdym meczu drużyny czterech zawodników młodzieżowych, wprowadzenie funkcji komisarza (tzw. opiekuna meczu) oraz wstępne zasady regulaminowe sezonu 2013/2014. W myśl komunikatu spółka zobowiązała się przejść „wszelkie obciążenia związane z obsługą sędziów”.
6 maja 2013 prezes PZHL, Piotr Hałasik podpisał umowę z firmą, która zostanie sponsorem zarówno reprezentacji Polski, jak i rozgrywek Polskiej Hokej Ligi (tożsamość przedsiębiorstwa wstępnie nie została ujawniona).
Sprecyzowanie zasad obowiązujących w pierwszej edycji PHL nastąpiło 28 maja 2013, na posiedzeniu Zarządu PZHL. Ustalono wówczas formułę rozgrywania rundy zasadniczej i fazy play-off sezonu, potwierdzono wyłączenie degradacji z PHL oraz możliwość awansu do PHL dla mistrza I ligi przy jednoczesnym spełnieniu warunków licencyjnych, potwierdzono możliwość uzyskania członkostwa w PHL po uzyskaniu tzw. dzikiej karty przy jednoczesnym wniesieniu opłaty licencyjnej w wysokości 200 000 zł, ustalono konieczność występu w każdym meczu drużyny PHL dwóch zawodników młodzieżowych do lat 21, ustalono nowy limit obcokrajowców w każdym zespole do ośmiu i ponadto wprowadzono ewentualność zwiększenia liczby obcokrajowców przy jednoczesnej opłacie za każdego następnego zawodnika w wysokości 25 000 zł, ustalono możliwość gdy nieograniczonej liczby zawodników nie posiadających polskiego obywatelstwa, ale poświadczających pochodzenie polskie, wprowadzono dla klubów PHL możliwość zawarcia porozumienia o współpracy z klubem I lub II ligi, w myśl którego w zespołach z niższych rozgrywek może występować do sześciu graczy drużyny współpracującej z PHL w sezonie regularnym do 31 stycznia.
3 czerwca 2013 opublikowano kilka dokumentów obowiązujących w PHL: Regulamin rozgrywek PLH, Harmonogram procedur, Zasady rozgrywania meczu, Zasady marketingowe oraz Regulamin opłat i kaucji.
11 czerwca 2013 odbyła się konferencja prasowa, podczas której poinformowano, że rozgrywki będą funkcjonować pod nazwą Hokej Liga (HL), zaś do stałej nazwy może być dodany człon głównego sponsora rozgrywek, przedstawiono logo. Ponadto rozpoczęła działać oficjalna strona internetowa.
W lipcu 2023 r. ogłoszono, że sponsorem PHL została firma Tauron Polska Energia, a rozgrywki będą nosić marketingową nazwę Tauron Hokej Liga.

## Uczestnicy
W czerwcu 2013 r. umowę z PHL podpisały pierwotnie kluby HC GKS Katowice i Zagłębie Sosnowiec oraz Polonia Bytom. Na początku lipca 2013 pięć pozostałych klubów: z Tychów, Jastrzębia, Sanoka, Oświęcimia i Krakowa, odmówiło podpisania umowy ze spółką PHL. 15 lipca 2013 przyznano „dzikie karty” zgłoszonym 1928 KTH i MMKS Podhale Nowy Targ, uprawniające do gry w lidze pod warunkiem spełnienia wymogów licencyjnych. 25 lipca 2013 licencję otrzymały trzy kluby: Polonia Bytom, JKH GKS Jastrzębie i MMKS Podhale Nowy Targ.
W związku z nowym regulaminem rozgrywek PHL i możliwością wykupienia tzw. dzikiej karty na występy w niej, klub MMKS złożył wniosek o przyznanie miejsca w rozgrywkach, po czym w lipcu 2013 r. otrzymał dziką kartę, a następnie licencję. Na początku sierpnia PZHL wydał oświadczenie, zgodnie z którym rozgrywki będę organizowane zgodnie umową zawartą przez spółkę PHL i jednocześnie będą trwać prace nad regulaminem i umową regulującą zasady współpracy spółki z klubami. 12 sierpnia 2013 licencję otrzymały kluby HC GKS Katowice, Ciarko PBS Bank KH Sanok, GKS Tychy, Aksam Unia Oświęcim i 1928 KTH. W sierpniu 2013 r. dokumenty ze zgłoszeniem do rozgrywek złożył czeski HC Karviná. 23 sierpnia 2013 Zarząd PZHL przedłużył do końca miesiąca termin uregulowania wpisowego i uiszczenia wpłaty tytułem uzyskania „dzikiej karty”. Pod koniec sierpnia 2013 r. licencji nie otrzymało Zagłębie Sosnowiec ze względu na problemy finansowe. Działacze klubu nie składali odwołania od tej decyzji i podjęli decyzję o wycofaniu klubu z polskich rozgrywek hokejowych.
29 sierpnia 2013 kwestią polskich rozgrywek ligowych i działań PZHŁ zajęła się sejmowa Komisja Kultury Fizycznej, Sportu i Turystyki na swoim posiedzeniu, w czasie którego posłowie poparli utworzenie ligi zawodowej. 30 sierpnia 2013 władze pięciu klubów, GKS Tychy, JKH GKS Jastrzębie, Aksam Unii Oświęcim, Cracovii i MMKS Podhale, we wspólnym oświadczeniu przekazali, że nie przystępują do rozgrywek prowadzonych przez spółkę Polska Hokej Liga, natomiast 2 września ww. kluby i Sanok oświadczyły, że odstępując od rozgrywek PHL przystępują do rozgrywania między sobą meczów sparingowych i zaprezentowały ich terminach. Jednocześnie wyraziły zarzuty wobec działalności prezesa PZHL i twórców PHL.
4 września 2013 w drodze kompromisu zawartego pomiędzy władzami PHL, PZHL i przedstawicielami klubów, postanowiono, że rozgrywki w sezonie 2013/14 będą zarządzane przez Polski Związek Hokeja na Lodzie pod marketingową nazwą Polska Hokej Liga i z logotypem Hokej Liga, zaś obowiązywać mają stare regulaminy rozgrywek z uwzględnieniem zmian dotyczących: dopuszczalnej ilości zawodników zagranicznych (osiem, ewentualna opłata 25 tys. zł za kolejnego), wykluczenia degradacji z ligi i „dzikiej karty” (opłata w wysokości 100 zł). Koszt wpisu do rozgrywek dla pozostałych ligowców wynosi 15 tys. zł. Przesunięto pierwotnie wyznaczony termin rozpoczęcia sezonu na 13 września 2013. Do 11 września 2013 dziewięć klubów uiściło opłaty wpisowe.
11 grudnia 2013 władze klubów PHL, protestując przeciwko działaniom i zaniechaniom prezesa PZHL Piotra Hałasika ogłosiły zawieszenie rozgrywek ligowych, czyli tzw. lokaut.
6 sierpnia 2015 zarząd PZHL postanowił o ustaleniu składu PHL w sezonie 2015/16 ustalając liczbę 11 uczestników. Wśród zaakceptowanych klubów nie było HC GKS Katowice, którego działacze pierwotnie zgłosili zespół do rozgrywek.

## Lista sezonów
| Sezon     | Złoty medal        | Srebrny medal  | Brązowy medal                 | Sezon zasadniczy |
| --------- | ------------------ | -------------- | ----------------------------- | ---------------- |
| 2013/2014 | KH Sanok           | GKS Tychy      | GKS Jastrzębie                | GKS Tychy        |
| 2014/2015 | GKS Tychy          | GKS Jastrzębie | Podhale Nowy Targ             | GKS Jastrzębie   |
| 2015/2016 | Cracovia           | GKS Tychy      | Podhale Nowy Targ             | Cracovia         |
| 2016/2017 | Cracovia           | GKS Tychy      | Polonia Bytom                 | GKS Tychy        |
| 2017/2018 | GKS Tychy          | GKS Katowice   | Podhale Nowy Targ             | GKS Tychy        |
| 2018/2019 | GKS Tychy          | Cracovia       | GKS Katowice                  | GKS Katowice     |
| 2019/2020 | GKS Tychy          | Unia Oświęcim  | GKS Jastrzębie i GKS Katowice | GKS Tychy        |
| 2020/2021 | JKH GKS Jastrzębie | Cracovia       | GKS Tychy                     | GKS Tychy        |
| 2021/2022 | GKS Katowice       | Unia Oświęcim  | JKH GKS Jastrzębie            | GKS Katowice     |
| 2022/2023 | GKS Katowice       | GKS Tychy      | Unia Oświęcim                 | Cracovia         |
| 2023/2024 | Unia Oświęcim      | GKS Katowice   | GKS Tychy                     | GKS Katowice     |
| 2024/2025 | GKS Tychy          | GKS Katowice   | JKH GKS Jastrzębie            | GKS Tychy        |

## Link zewnętrzny
- Oficjalna strona internetowa